# The Fountain
The Fountain (Music From The Motion Picture) – ścieżka dźwiękowa, skomponowana przez Clinta Mansella do filmu Źródło w reżyserii Darrena Aronofsky’ego, zrealizowana przez kwartet smyczkowy Kronos Quartet oraz szkocki, post-rockowy zespół Mogwai i wydana jako album 21 listopada 2006 roku. 

## Album

### Historia
W 2006 roku, po długim i burzliwym okresie przygotowywania (od 1999 roku) i kręcenia, wszedł na ekrany kin film Źródło (oryg. The Fountain) w reżyserii Darrena Aronofsky’ego. Film, w którym główne role zagrali Hugh Jackman i Rachel Weisz, opowiada o miłości jednej pary w trzech różnych okresach i miejscach: w XV-wiecznej Hiszpanii, XXI-wiecznej Ameryce, a następnie w odległym roku 2500. Tematyka dzieła obejmuje zmaganie się ze śmiertelnością, wieczną miłość i nieśmiertelność. O napisanie muzyki do filmu Aronofsky zwrócił się w 2000 roku do Clinta Mansella. Mansell początkowo wyobrażał sobie muzykę przede wszystkim jako perkusyjną, ale w miarę jak wizja filmu Aronofsky’ego ewoluowała, ewoluowała też muzyka przybierając różne formy. Na wykonawców muzyki kompozytor wybrał Kronos Quartet i Mogwai.

### Nagrywanie
- Mogwai – grudzień 2005 w The Castle Of Doom, Glasgow
- Kronos Quartet – styczeń 2006 w Skywalker Sound, Nicasio (Kaliforia)
- chór – 8 stycznia 2006 w Right Track Studios, Nowy Jork
- Randy Kerber – luty 2006 w Capital Recording Studios, Hollywood[1]

Album ze ścieżką został wydany 21 listopada 2006 roku jako CD.

### Lista utworów
Lista i informacje według Discogs: 
| 1.  | The Last Man                  | 6:09  |
|     |                               |       |
| 2.  | Holy Dread!                   | 3:51  |
|     |                               |       |
| 3.  | Tree Of Life                  | 3:44  |
|     |                               |       |
| 4.  | Stay With Me                  | 3:36  |
|     |                               |       |
| 5.  | Death Is A Disease            | 2:34  |
|     |                               |       |
| 6.  | Xibalba                       | 5:22  |
|     |                               |       |
| 7.  | First Snow                    | 3:08  |
|     |                               |       |
| 8.  | Finish It                     | 4:25  |
|     |                               |       |
| 9.  | Death Is The Road To Awe      | 8:25  |
|     |                               |       |
| 10. | Together We Will Live Forever | 5:01  |
|     |                               |       |
|     |                               | 46:15 |
|     |                               |       |

#### Wykonawcy
Kronos Quartet:
- David Harrington – skrzypce i aranżacja na smyczki
- John Sherba – skrzypce i aranżacja na smyczki
- Hank Dutt – altówka i aranżacja na smyczki
- Jeffrey Zeigler – wiolonczela i aranżacja na smyczki

Chór:
- Charles Sprawls – bas
- Christopher Roselli – bas
- Drew Martin – tenor
- James Bagwell – fortepian
- Karen Krueger – alt
- Kathy Theil – sopran
- Martin Doner – tenor
- Melissa Kelly – sopran
- Misa Iwama – alt

Mogwai:
- Barry Burns – fortepian
- Dominic Aitchison – gitara basowa
- John Cummings – gitara
- Martin Bulloch – perkusja
- Randy Kerber – fortepian
- Stuart Braithwaite – gitara

#### Produkcja
- Scott Fraser
- Tony Doogan
- Clint Mansell
- Geoff Foster

## Odbiór

### Opinie krytyków
„Zderzenie byłego członka Pop Will Eat Itself Clinta Mansella, Kronos Quartet i szkockich post-rockowców Mogwai jest intrygujące. W ścieżce dźwiękowej Mansella (…) ich linie gitarowe łączą się z rytmami Kronos. Ale album jest prawie w całości utrzymany w tonacji d-moll (…). Nudny, ale ładny, dla kolekcjonerów-pasjonatów.
”To dobra, dobrze wyważona ścieżka dźwiękowa pełna klasycystycznych, smyczkowych smaczków. A więc ładna, tak.” zauważa Brandon Stosuy z magazynu Pitchfork dodając, iż „46 minut muzyki jest elegancko zinterpretowane przez Kronos Quartet i Mogwai”.

### Nagrody i wyróżnienia
- W 2006 roku Mansell zdobył nagrodę Chicago Film Critics Awards w kategorii: Best Original Score[6]
- W 2006 roku był nominowany do nagrody BFCA (Broadcast Film Critics Association) w kategorii: Best Composer[7]
- W 2007 roku był nominowany do Golden Globe Awards w kategorii: Best Score Motion Picture[8]